# Vorqualifizierungsjahr Arbeit und Beruf
Das Vorqualifizierungsjahr Arbeit und Beruf (VAB) ist ein Schultyp an beruflichen Schulen in Baden-Württemberg, der als Alternative zur Schulart Berufsvorbereitungsjahr dient. Der Abschluss im VAB entspricht etwa dem Niveau des Hauptschulabschlusses. Der neu eingeführte Schultyp Duale Ausbildungsvorbereitung (AVdual) vereinigt als Schulversuch das Vorqualifizierungsjahr Arbeit und Beruf (VAB) mit dem Berufseinstiegsjahr (BEJ).

## Geschichte
Erprobt wurde das VAB an baden-württembergischen Berufsschulen ab dem Schuljahr 2009/10, verbindlich eingeführt zum Schuljahr 2011/2012.
VABO-Klassen gab es bereits in den 1970er Jahren, als die Kinder von »Gastarbeiterfamilien« vermehrt Einzug in den deutschen Schulen hielten. Am Erziehungswissenschaftlichen Institut der Universität Heidelberg entstanden mehrere wissenschaftliche Arbeiten zu diesem Thema. Im Zuge der Flüchtlingskrise in Deutschland ab 2015 wurden an den Berufsschulen des Landes verstärkt VABO-Klassen eingerichtet. In dieser Sonderform des VAB werden überwiegend jugendliche Migranten ohne Deutschkenntnisse unterrichtet, um eine bessere Integration in die Gesellschaft sowie Beruf und Arbeit zu ermöglichen. In der baden-württembergischen Lehrerfortbildung sowie im Lehramtsreferendariat werden diesbezüglich pädagogische Kurse angeboten („Deutsch als Fremdsprache“) um die Lehrer für die neuen Aufgabenstellungen entsprechend vorzubereiten. Desgleichen wurden Unterstützungsangebote für Pädagogen beim Umgang mit traumatisierten Kindern und Jugendlichen geschaffen.
Als Schulversuch vereinigte die neu eingeführte berufliche Vollzeitschule Duale Ausbildungsvorbereitung (AVdual) das Berufseinstiegsjahr (BEJ) und das Vorqualifizierungsjahr Arbeit und Beruf (VAB) in einer Schulart.

## Zielgruppen und Zielsetzungen

### VAB
Das Vorqualifizierungsjahr Arbeit und Beruf (VAB) wird von Jugendlichen besucht, die das 18. Lebensjahr noch nicht vollendet haben, also noch schulpflichtig sind, und noch keinen Hauptschulabschluss erworben haben. Anders als beim theorielastigen BVJ stellt das VAB praxisrelevante Lerninhalte in den Fokus. Das VAB soll theorieschwache Jugendliche gezielt auf den Einstieg in das Berufs- und Arbeitsleben vorbereiten.
Die flexiblen Stundentafeln der VAB-Klassen ermöglichen eine bestmögliche Ausrichtung auf den spezifischen Unterstützungsbedarf der Jugendlichen. Schüler des VAB, die noch nicht über ausreichende Deutschkenntnisse verfügen, können im Vergleich zu ihren Klassenkameraden beispielsweise Deutschunterricht in größerem Umfang erhalten.

### VABO
Das Vorqualifizierungsjahr Arbeit und Beruf ohne Deutschkenntnisse (VABO) stellt eine Sonderform des VAB an beruflichen Schulen in Baden-Württemberg dar. In VABO-Klassen erhalten überwiegend jugendliche Migranten ohne Deutschkenntnisse ein gezieltes Sprachförderangebot. Dies findet in eigenen Klassen des Vorqualifizierungsjahres Arbeit und Beruf statt, welche die Schwerpunktsetzung in der Regel auf den Erwerb von Deutschkenntnissen legen.
Ein Schulabschluss wird nicht angestrebt. Das Schuljahr endet mit einer Deutschprüfung, die maximal das Sprachniveau B1 prüft.

## Anschluss

### Wege nach dem VAB
Nach dem Besuch des VAB können die Schüler an der zentralen VAB-Abschlussprüfung in den Fächern Deutsch, Mathematik und gegebenenfalls Englisch teilnehmen und so einen dem Hauptschulabschluss gleichwertigen Abschluss erreichen. Die Chancen auf einen Ausbildungsplatz steigen dadurch signifikant.

### Wege nach dem VABO
Im Anschluss an das VABO besteht die Möglichkeit, je nach anerkanntem Schulabschluss aus dem Heimatland, eine weitere berufliche Vollzeitschule zu besuchen, um einen deutschen Schulabschluss zu erlangen.
Seit dem Schuljahr 2014/2015 bietet das Ministerium für Kultus, Jugend und Sport in Baden-Württemberg eine neue Ausbildung im Bereich der Altenpflegehilfe speziell für Migranten mit geringen deutschen Sprachkenntnissen an. Diese Ausbildung dauert zwei Jahre und kann direkt an das VABO-Jahr angeschlossen werden. Eine spezielle Lehrerschulung „Mehrsprachigkeit im Fachunterricht (incl. Care)“ findet für diese Ausbildung beispielsweise im Verbundprojekt PLACE der „Heidelberg School of Education“ statt.